# Rectisura herculea
Rectisura herculea là một loài chân đều trong họ Munnopsidae. Loài này được Birstein miêu tả khoa học năm 1957.